# Calicium montanum
Calicium montanum är en lavart som beskrevs av Tibell. Calicium montanum ingår i släktet Calicium och familjen Physciaceae.   Inga underarter finns listade i Catalogue of Life.